# Skivekamille
Skivekamille (Matricaria discoidea), ofte skrevet skive-kamille, er en enårig plante i kurvblomst-familien. Blomsterkurven består kun af gulgrønne skivekroner. Planten har en aromatisk lugt.

## Beskrivelse
Skivekamille er en 10-25 centimeter høj, glat urt, der er grenet opefter og bærer 2-3 gange fjersnitdelte blade med trådsmalle afsnit. De blot 5 millimeter brede kurve har udelukkende rørformede, gulgrønne skivekroner, der er 4-tallige. Kurvbunden er mere eller mindre kegleformet og hul.

## Udbredelse
Arten er hjemmehørende i Østasien og den vestlige del af Nordamerika. Herfra bredte den sig fra midten af 1800-tallet østpå i Nordamerika og derfra via botaniske haver til Europa, hvorfra den hurtigt spredte sig yderligere. Den findes nu over store dele af Jorden.
I Danmark er skivekamille meget almindelig nær bebyggelse. Blomstringen sker i juli til oktober.